# واي أوف ذا ساموراي 3
واي أوف ذا ساموراي 3 (بالإنجليزية: Way of the Samurai 3)‏ (باليابانية: 侍道3) ، هي لعبة إلكترونية من نوع مغامرات وأكشن، أنتجها أكواير سنة 2009م، وتعمل بنظامي بلاي ستيشن 3 وإكس بوكس 360.

## وصلات خارجية
- Japanese Official website
- Acquire website (English)

تقييم اللعبة 